# Шрам (Король Лев)
Шрам  (англ. Scar, по транслітерації також відомий як Скар) — вигаданий персонаж і головний негативний герой популярного анімаційного фільму «Король Лев», випущеного кіностудією Walt Disney Pictures 1994 року. У фільмі Шрама озвучував актор Джеремі Айронс, мультиплікатор персонажа — Андреас Дежа, який відомий також завдяки іншим своїм анімаційним роботам в Діснеї.
Крім оригінального мультфільму, образ Шрама з'являється і в безлічі інших офіційних і фанатських творах всесвіту «Короля Лева». Своє ім'я персонаж отримав через шрам на лівому оці. На відміну від інших левів у прайді, грива у персонажа пофарбована в чорний колір. Хоча Шрам є дорослим левом, в порівнянні з іншими левами у нього більш худорлява статура. Він не настільки сильний, як Муфаса, однак перевершує дорослого Сімбу за силою і майстерностю (це добре видно у фінальному поєдинку); до того ж по розуму і хитрості йому немає рівних. Герой сам говорить у фільмі: «Що стосується розуму, то його мені дісталася левова частка. А от щодо грубої сили … На жаль, тут вийшла генетична осічка».

## Родовід Шрама
- Аскарі, Король Лев
  -  Шрам, Король Лев
  -  Муфаса, Король Лев
    -  Сімба, Король Лев